# Florent Mabille
Florent Mabille, né le 27 octobre 1996 à Charleroi, est un ingénieur informaticien et un athlète belge, spécialiste du sprint. En 2023, il est devenu champion de Belgique du 400 mètres en salle et a remporté une médaille d'or aux championnats d'Europe d'athlétisme 2024 à Rome avec l'équipe de Belgique masculine de relais 4 × 400 mètres, les « Belgian Tornados ». Il est codétenteur avec le relais du 4 x 400 m du record de Belgique dans cette discipline.

## Biographie
Florent Mabille, né le 27 octobre 1996 à Charleroi, a grandi à Walcourt dans la province de Namur.
De 2014 à 2019, Florent Mabille fait des études à l'Université catholique de Louvain et obtient le diplôme de maître en informatique. Il travaille ensuite comme informaticien dans le cadre universitaire puis dans le secteur privé. Depuis janvier 2024, il est sportif professionnel bénéficiant d'un contrat à l'Adeps.
Après avoir joué au football, Florent Mabille, se réoriente à 13 ans vers l'athlétisme au sein du Cercle Royal d'Athlétisme de Charleroi (CRAC). Il se spécialise rapidement sur le 400 m à l'exemple des frères Borlée. De 2020 à 2024, il améliore considérablement son record personnel sur 400 m lui permettant ainsi d'intégrer l'équipe de Belgique masculine de relais 4 × 400 mètres.
En février 2023, il remporte pour la première fois le 400 m des championnats de Belgique d'athlétisme en salle 2023 à Gand. En mai 2023, il améliore son record personnel sur 400 m en 45 s 71 à Heusden. En juillet 2023, il termine vice-champion aux championnats de Belgique d'athlétisme 2023 derrière Alexander Doom à Bruges.
En compétition internationale, il participe aux séries du relais 4 x 400 m belge sans prendre part à la finale. Lors des championnats du monde d'athlétisme 2023 à Budapest, il participe aux séries du relais mixte 4 x 400 m qui permet la qualification du relais belge. Ce relais se classera ensuite 5e de la finale. Lors des championnats d'Europe d'athlétisme 2024 à Rome en juin 2024, il permet la qualification de l'équipe de Belgique masculine de relais 4 × 400 mètres en série qui remportera ensuite la médaille d'or.
En juillet 2024, il améliore son record personnel sur 400 m lors du meeting de Ninove le portant à 45 s 45 ainsi que son record du 200 m en 20 s 74.
Lors des Jeux olympiques 2024 de Paris en août, remplaçant au pied levé Alexander Doom blessé, il permet la qualification pour la finale du relais 4 x 400 m masculin belge dont il est le troisième relayeur. Lors de la finale, le relais belge, dans lequel Florent Mabille est le dernier relayeur, décroche la quatrième place avec un nouveau record de Belgique en 2 min 57 s 75.
Le 9 mars 2025, il remporte la médaille de bronze avec le relais 4 x 400 aux Championnats d'Europe d'athlétisme 2024 d'Apeldoorn. 
Après avoir fait partie du Cercle Royal d'Athlétisme de Charleroi (CRAC), il est désormais affilié à l'Excelsior Sports Club Bruxelles et est entraîné par Joffray Baune. Il a un contrat Adeps Pro.

## Records personnels
| Plein air | Temps              | Lieu   | Date            |
| --------- | ------------------ | ------ | --------------- |
| 200 m     | 20 s 74            | Ninove | 20 juillet 2024 |
| 400 m     | 45 s 55            | Ninove | 20 juillet 2024 |
| 4 × 400 m | 2 min 57 s 75 (NR) | Paris  | 10 août 2024    |